# Донець (зупинний пункт, Донецька залізниця)
Доне́ць — пасажирська зупинна залізнична платформа Луганської дирекції Донецької залізниці.
Розташована на крайньому заході смт Станиця Луганська, Станично-Луганський район, Луганської області на лінії Іллєнко — Родакове між станціями Луганськ-Північний (11 км) та Кіндрашівська (2 км).
Через військову агресію Росії на сході України транспортне сполучення припинене.